# (8698) Bertilpettersson
(8698) Bertilpettersson (1993 FT41) – planetoida z grupy pasa głównego asteroid okrążająca Słońce w ciągu 4,8 lat w średniej odległości 2,85 au. Odkryta 19 marca 1993 roku.